# Det nationale Čiurlionis kunstmuseum
Det nationale Čiurlionis kunstmuseum (litauisk: Nacionalinis Mikalojaus Konstantino Čiurlionio dailës Muziejus) er et konglomerat af kustmuseer i Litauen. Museerne er primært dedikeret til at udstille og formidle værker af den litauiske komponist og maler Mikalojus Konstantinas Čiurlionis.
Museerne blev oprettet i Kaunas i 1921, åbnede et midlertidigt galleri i 1925. Museet blev omdøbt Vytautas den Stores kulturmuseum i 1936 og fik sit nuværende navn i 1944. Museet blev udvidet i 1969.
M. K Čiurlionis Kunstmuseum i Kaunas indeholder mere end 355.000 udstillingsgenstande. Museets samling omfatter Mikalojus Konstantinas Čiurlionis kreative arv, litauisk folkekunst fra det femtende til det tyvende århundrede, litauisk kunst og brugskunst, bl.a. Mykolas Elvyras Andriolis' og Jono Rustemos malerier, antik verdenskunst, udenlandsk kunst og brugskunst, folkekunst og de litauiske kunstneriske arkiver.

## Museets afdelinger
Museet har afdelinger såvel i Kaunas som Druskininkai.
- Mykolo Žilinskos kunstgalleri (litauisk: Mykolo Žilinsko dailės galerija) (Kaunas)
- Litauens historiske præsidentpalads (litauisk: Istorinė Lietuvos Respublikos Prezidentūra Kaune) (Kaunas)
- Kaunas billedgalleri (litauisk: Kauno paveikslų galerija) (Kaunas)
- Keramik museum (litauisk: Keramikos muziejus) (Kaunas)
- Mikalojus Konstantinas Čiurlionis' mindesmuseum (litauisk: Mikalojaus Konstantino Čiurlionio memorialinis muziejus) (Druskininkai)
- Antanas Žmuidzinavičius' mindesmuseum (litauisk: Antanas Žmuidzinavičius memorialinis muziejus) (Kaunas)
- Djævelens museum (litauisk: Velnių muziejus) (Kaunas)
- Adele og Paulius Galaunės hus (litauisk: Adelės ir Pauliaus Galaunių namai) (Kaunas)
- Liudas Truikys' og Marijona Rakauskaitės mindesmuseum (litauisk: Liudo Truikio ir Marijonos Rakauskaitės memorialinis muziejus) (Kaunas)
- Juozas Zikaras mindesmuseum (litauisk: Juozo Zikaro memorialinis muziejus) (Kaunas)
- Vytautas Kazimieras Jonynas' galleri (litauisk: Vytauto Kazimiero Jonyno galerija) (Druskininkai)

## Galleri
- M. K Čiurlionis Kunstmuseum (Kaunas)
- Mykolo Žilinskos kunstgalleri (Kaunas)
- Litauens historiske præsidentpalads (Kaunas)
- Kaunas billedgalleri
- Keramik museum (Kaunas)
- Mikalojus Konstantinas Čiurlionis' mindesmuseum (Druskininkai)
- Antanas Žmuidzinavičius' mindesmuseum (Kaunas)
- Djævelens museum (Kaunas)
- Adelė og Paulius Galaunės hus (Kaunas)
- Juozas Zikaras mindesmuseum (Kaunas)
- Vytautas Kazimieras Jonynas' galleri (Druskininkai)